# Hillman Imp
Hillman Imp – subkompaktowy samochód osobowy produkowany pod marką Hillman w latach 1963-1976, początkowo przez przedsiębiorstwo Rootes Group, następnie Chrysler Europe (część koncernu Chrysler). Dostępny jako 2-drzwiowy sedan, 2-drzwiowe coupé, 3-drzwiowe kombi oraz 3-drzwiowy van. Do napędu używano silników R4 o pojemności 0,9 litra. Moc przenoszona była na oś tylną poprzez 4-biegową manualną skrzynię biegów. Wyprodukowano 440 032 egzemplarze modelu. Został zastąpiony przez Chryslera Sunbeam. W plebiscycie na Samochód Roku 1964 zajął 3. pozycję (za Roverem 2000 i Mercedesem 600).
Produkcja modelu Imp odbywała się w specjalnie w tym celu otwartej fabryce w Linwood. W momencie rozpoczęcia produkcji był to pierwszy od 35 lat samochód osobowy produkowany na terenie Szkocji. Montaż pojazdów w systemie CKD odbywał się także w Australii, na Filipinach, w Irlandii, Kostaryce, Malezji, na Malcie, w Nowej Zelandii, Południowej Afryce, Portugalii, Urugwaju i Wenezueli.
Zaprojektowany jako konkurent dla modelu Mini produkowanego przez British Motor Corporation (BMC), Imp cieszył się popularnością na terenie Szkocji, choć odniósł jedynie umiarkowany sukces komercyjny. Samochód cechował się wysoką awaryjnością, wynikającą z wad konstrukcyjnych i problemów z jakością w procesie produkcyjnym.
Wersja coupé sprzedawana była pod nazwą Hillman Californian, a kombi – Hillman Husky. Modele bliźniacze sprzedawane były pod markami: Sunbeam (wersje usportowione – Imp Sport i Stiletto), Singer (wersja luksusowa – Chamois) oraz Commer (van).

## Dane techniczne ('63 R4 0.9)
Źródło:

### Silnik
- R4 0,9 l (875 cm³), 2 zawory na cylinder, SOHC
- Układ zasilania: gaźnik
- Średnica cylindra × skok tłoka: 68,00 mm × 60,40 mm
- Stopień sprężania: 10,0:1
- Moc maksymalna: 40 KM (29 kW) przy 5000 obr./min
- Maksymalny moment obrotowy: 71 N•m przy 2800 obr./min

### Osiągi
- Przyspieszenie 0-80 km/h: 14,7 s
- Prędkość maksymalna: 129 km/h

## Galeria

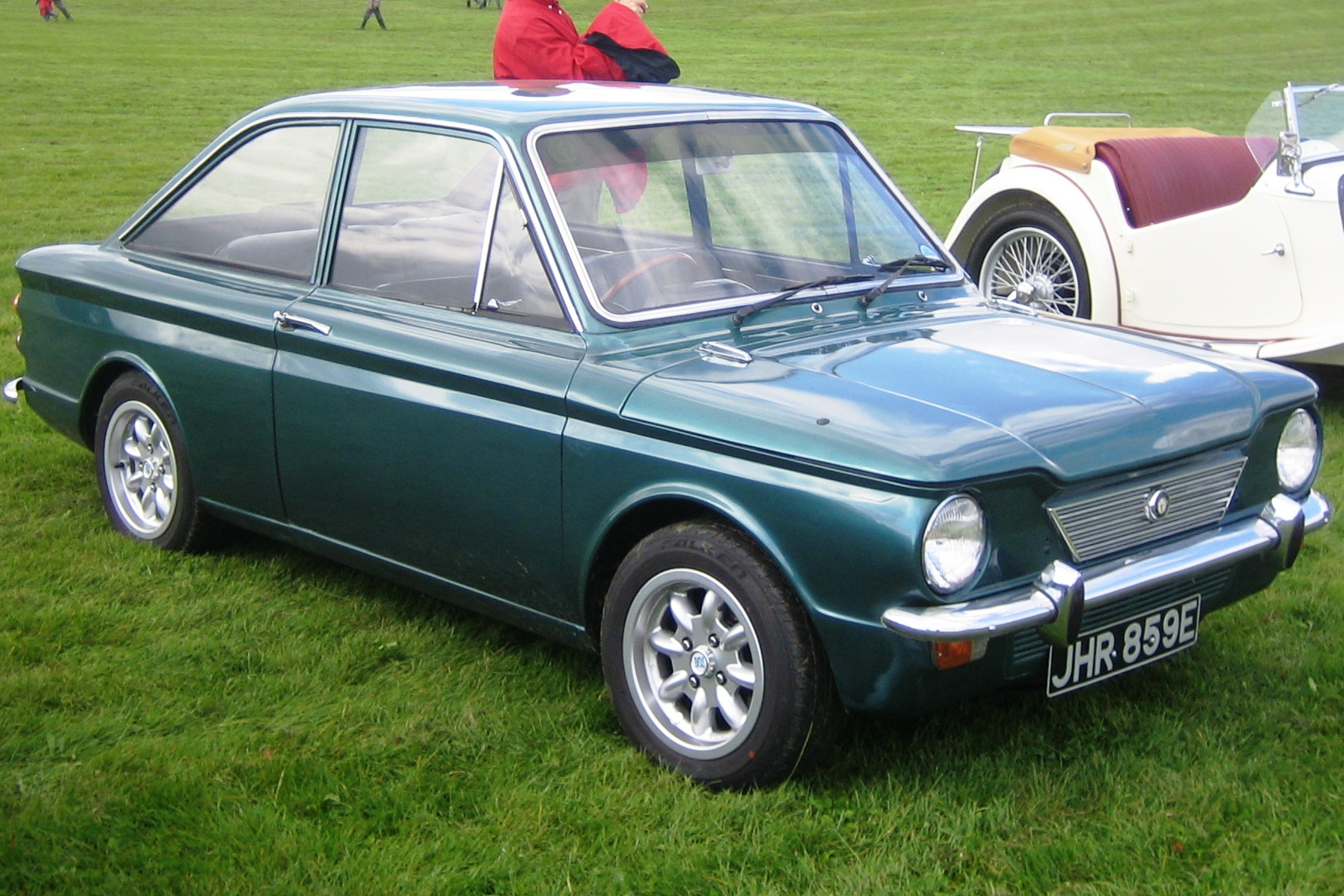
Imp Coupé
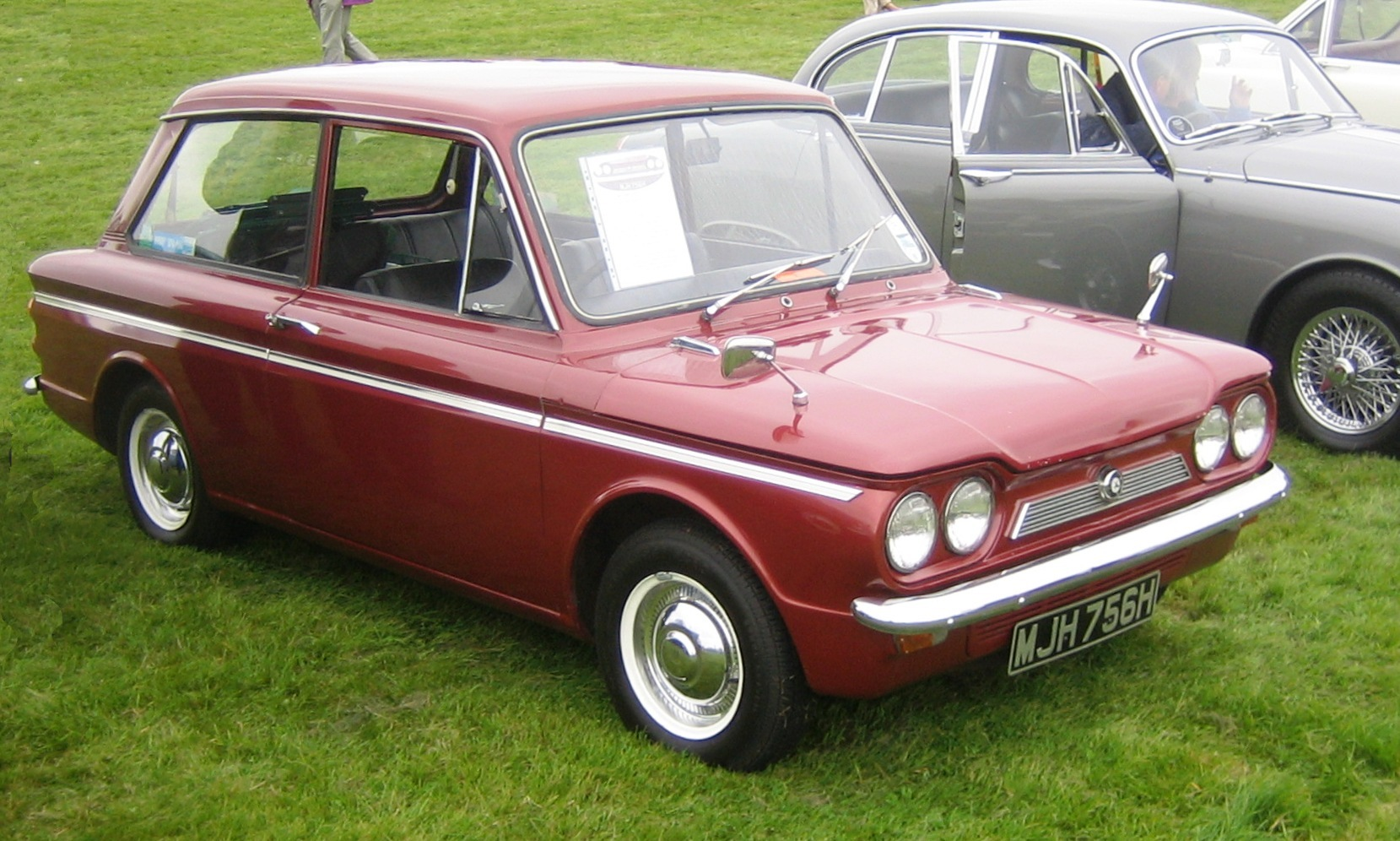
Imp
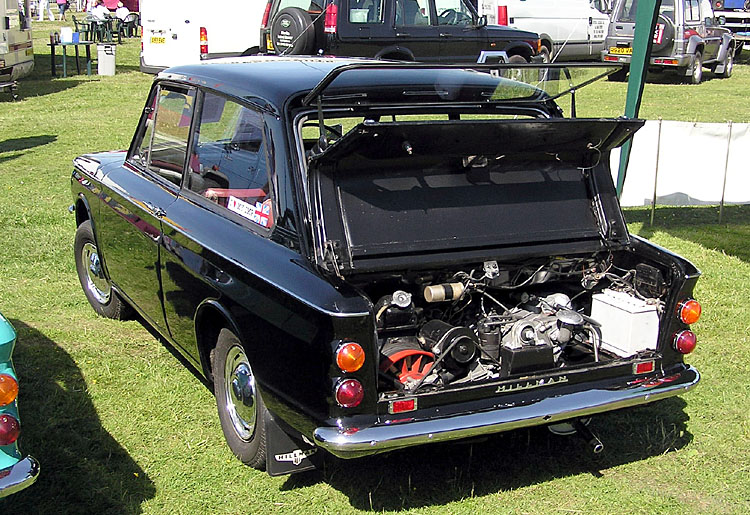
Imp - tył nadwozia
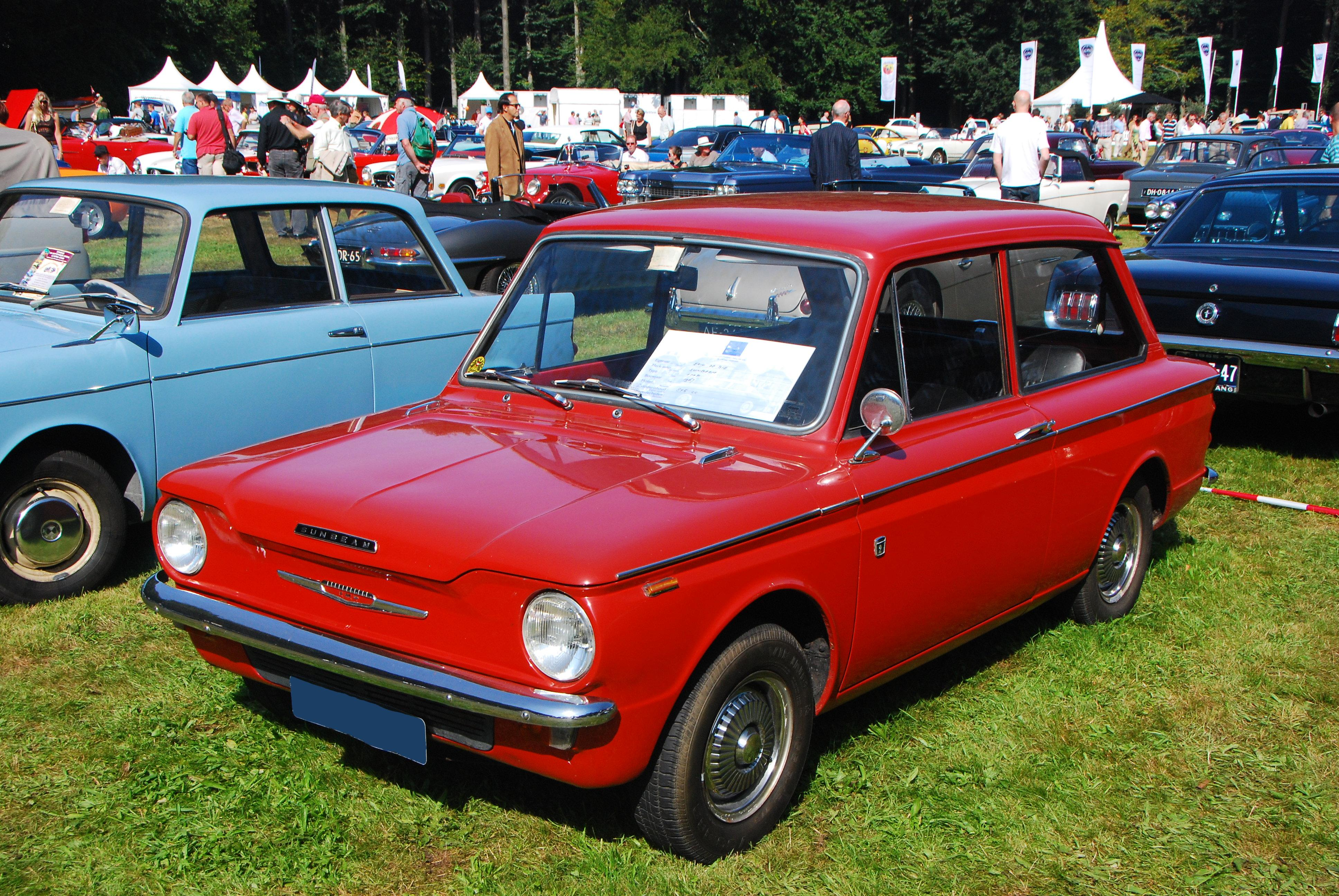
Imp